# Rhynchostegium brachypyxis
Rhynchostegium brachypyxis är en bladmossart som beskrevs av Ferdinand François Gabriel Renauld och Jules Cardot 1905. Rhynchostegium brachypyxis ingår i släktet näbbmossor, och familjen Brachytheciaceae. Inga underarter finns listade i Catalogue of Life.